# アダルトボーイズ青春白書
『アダルトボーイズ青春白書』（原題: Grown Ups）は、2010年のアメリカ合衆国のコメディ映画。日本では『俺達グローン・アップス』の邦題で劇場公開が予定されていたが未公開となり、2011年1月12日にDVDが発売された。2013年7月12日に続編映画『アダルトボーイズ遊遊白書』が公開された。

## キャスト
※括弧内は日本語吹替。
- レニー：アダム・サンドラー（村治学）
- エリック：ケヴィン・ジェームズ（かぬか光明）
- カート：クリス・ロック
- サリー：マリア・ベロ
- マーカス：デヴィッド・スペード
- ロクサーヌ：サルマ・ハエック
- ロブ：ロブ・シュナイダー